# قرق (غرغان)
قرق (بالفارسية: قرق) هي قرية تقع في غلستان في إيران. يقدر عدد سكانها بـ 6,651 نسمة .